# Kuala Terengganu

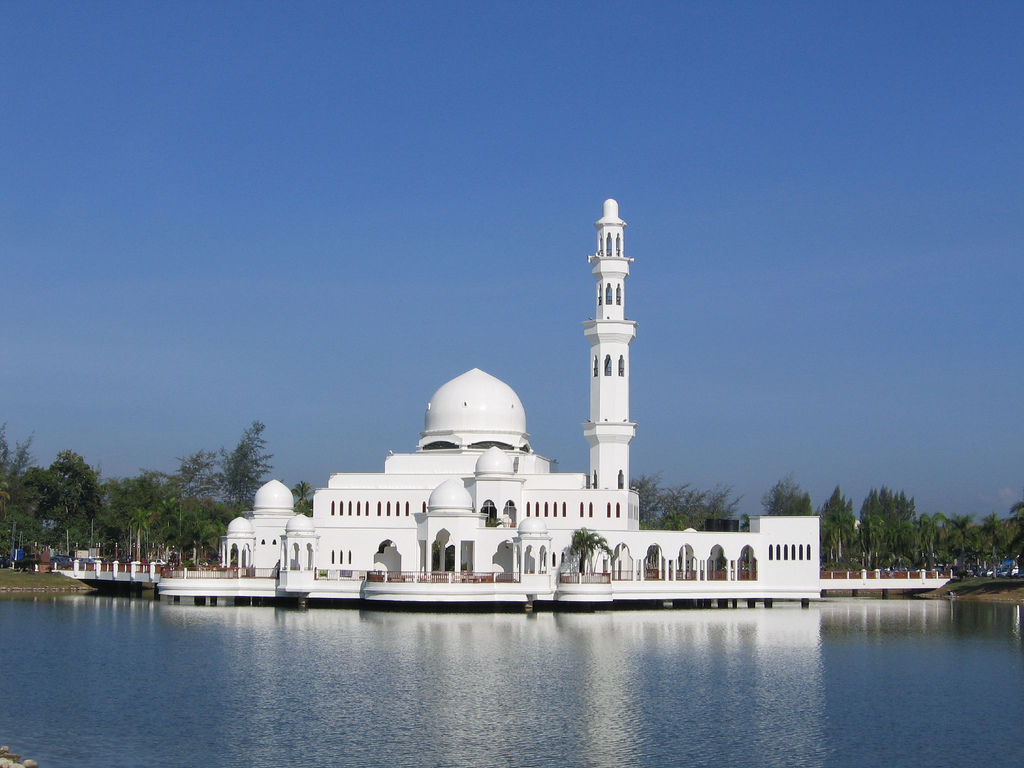
La mezquita flotante.

Kuala Terengganu (abreviado coloquialmente como KT, en jawi: كوالا ترڠڬانو) es la ciudad más grande así como la capital real y estatal del estado de Terengganu, Malasia. El 1 de enero de 2008 adquirió el estatus de ciudad. La ciudad tiene una población de 295.306 habitantes y es también la capital del distrito del mismo nombre. Kuala Terengannu está ubicada a alrededor de 500 kilómetros al norte de Kuala Lumpur en un promontorio rodeado por tres lados por el mar de la China Meridional. El nombre significa "boca fluvial de Terengganu", en referencia a la amplia extensión del estuario del río Terengganu que desemboca en el océano en este punto. 

## Historia
Cuando se fundó Kuala Terengganu había una sola calle llamada Kampung Cina (barrio chino). Una familia de comerciantes chinos que comerciaban entre China y la península malaya la fundaron en el siglo XV. Prueba de esto son las familias chinas que la habitan y los edificios de cientos de años de antigüedad.
Rápidamente se convirtió en un importante punto de comercio entre los dos países. Sin embargo, luego de que el imperio de Malaca conquistara la ciudad, su influencia como principal puerto del sudeste asiático disminuyó ya que la mayoría de los comerciantes preferían parar en Malaca que era el centro de comercio entre China, India y el sudeste asiático.

## Economía
Entre las principales actividades económicas se encuentran la venta al por mayor y menor de alimentos, telas, ropa, la agricultura, la pesca, la industria de servicios, y el turismo, especialmente como punto de partida a las cercanas Islas Perhentian.

## Turismo
Las principales atracciones turísticas son el barrio chino, Pasar Payang (Mercado Central), el Palacio del Sultán, el Museo Estatal y Pulau Duyong.

## Transporte
La ciudad está conectada con otras ciudades por una buena red de carreteras y algunos ferris que atraviesan el río Terengganu. El Puente Sultán Mahmud, sobre este río, provee una conexión entre ambas orillas. Del otro lado del río hay un aeropuerto de tamaño mediano llamado Aeropuerto Sultan Mahmud que ofrece rutas nacionales.